# Kanye
Kanye é uma cidade do Botswana localizada no Distrito do Sul. Possuía uma população estimada de 47 007 habitantes em 2011, sendo então a maior cidade do subdistrito Ngwaketse.